# Локоть (Турковский район)
Ло́коть — историческое село, существовавшее до 1946 года в Турковском районе нынешней Львовской области Украины. Население в 1943 году составляло 466 жителей.

## История
Село Локоть было основано до 1565 года краковским воеводой Петром Кмита. Самые ранние ведомости о церкви в селе датируются 1589 годом. Трёхсрубная деревянная церковь Св.арх. Михаила была сооружена в 1737 году. На её месте, в 1927 году была построена следующая святыня, которая в 1955 году была разрушена пограничниками. В 1938 году в селе проживало около 655 жителей. Село Локоть, население которого в 1943 году насчитывало 466 человек, было выселено в 1945—1946 годах в рамках операции очищения приграничной полосы. Церковный инвентарь был перенесён в церковь в Боберке. До настоящего времени на территории бывшего села сохранились деревья, которые окружали уничтоженную церковь, её фундамент, а также несколько могил на кладбище, приведение в порядок которого стало возможным благодаря усилиям Лимичей, которые восстановили на месте церкви 3 креста и обелиск рядом с колокольней.